# فورت أن در دوناو
فورت أن در دوناو (بالألمانية: Wörth an der Donau) هي بلدة ألمانية تقع في منطقة ريغنسبورغ ‏ في ألمانيا.

## أعلام
- جان كوش
- لودفيغ فرانز